# Drežnik (gmina Črnomelj)
Drežnik – wieś w Słowenii, w gminie Črnomelj. W 2018 roku liczyła 37 mieszkańców.